# 深澤商事
株式会社深澤商事（ふかざわしょうじ、英称：FUKAZAWA TRADING CO,LTD）は、かつて、山梨県甲府市に本社を、甲州市に本店を置いて小売業を展開していた企業。
県内にスーパーマーケット「プラスバリュー」などを展開していた。「プラスバリュー」の屋号を掲げた2店舗は、破産手続開始の決定後、イオングループのマックスバリュ東海が店舗跡を取得し、フードディスカウントストアの「ザ・ビッグ」として再オープンした。

## 沿革
- 大正年間 - 創業[2]。
- 1981年(昭和56年)10月 - 設立。
- 1989年(平成元年) - 甲府市和戸に、「生鮮市場プラス」をオープン[3]。
- 2011年(平成23年) - 「産直ひろば　よってくじゃん」をオープン（2013年閉鎖）。
- 2012年(平成24年) - 和戸店を｢ビッグプラスバリュー｣に転換。
- 2013年(平成25年)7月 - 売上高がピークとなったが、1億円の赤字を出す。
- 2014年(平成26年)
  - 2月 - 平成26年豪雪で約10日間、営業休止。
  - 3月31日 - 事業停止。
  - 4月1日 - 東京地方裁判所より破産手続開始の決定を受ける。負債総額約7億7000万円。[4]
  - 7月1日 - マックスバリュ東海が運営していた2店舗を取得[5]。
  - 9月5日 - 旧・プラスバリュー甲西店が、ザ・ビッグ甲西店として再オープン[6]。
  - 9月19日 - 旧・ビッグプラスバリュー甲府和戸店が、ザ・ビッグ甲府和戸店として再オープン[7]。

## 店舗一覧
- 甲西店（南アルプス市）
- 甲府和戸店（甲府市）

2007年9月10日より、上記の2店舗でSuica電子マネーおよびSmartplus／VISA TOUCHが決済に利用可能。

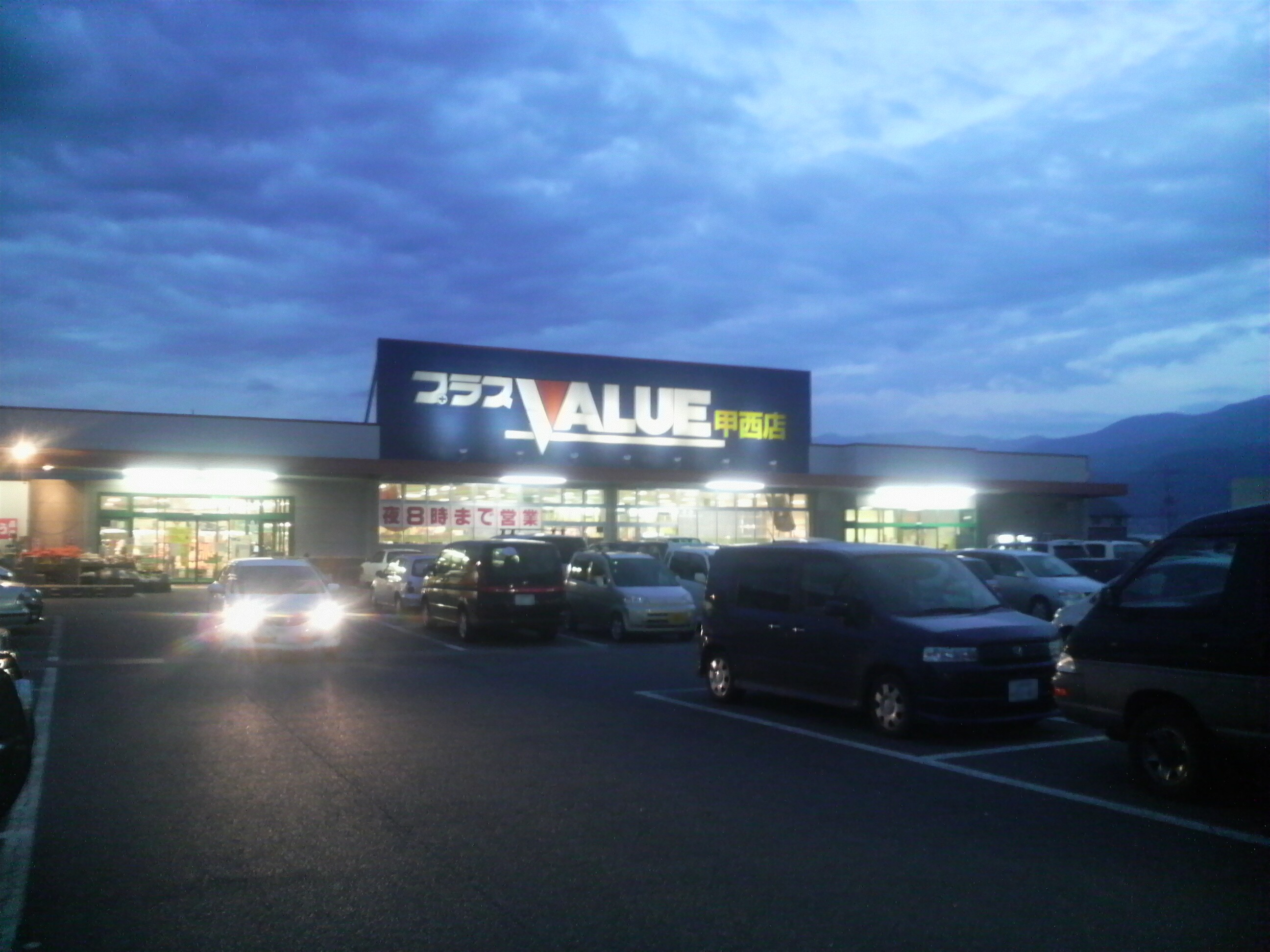
プラスバリュー甲西店 2008年5月4日撮影
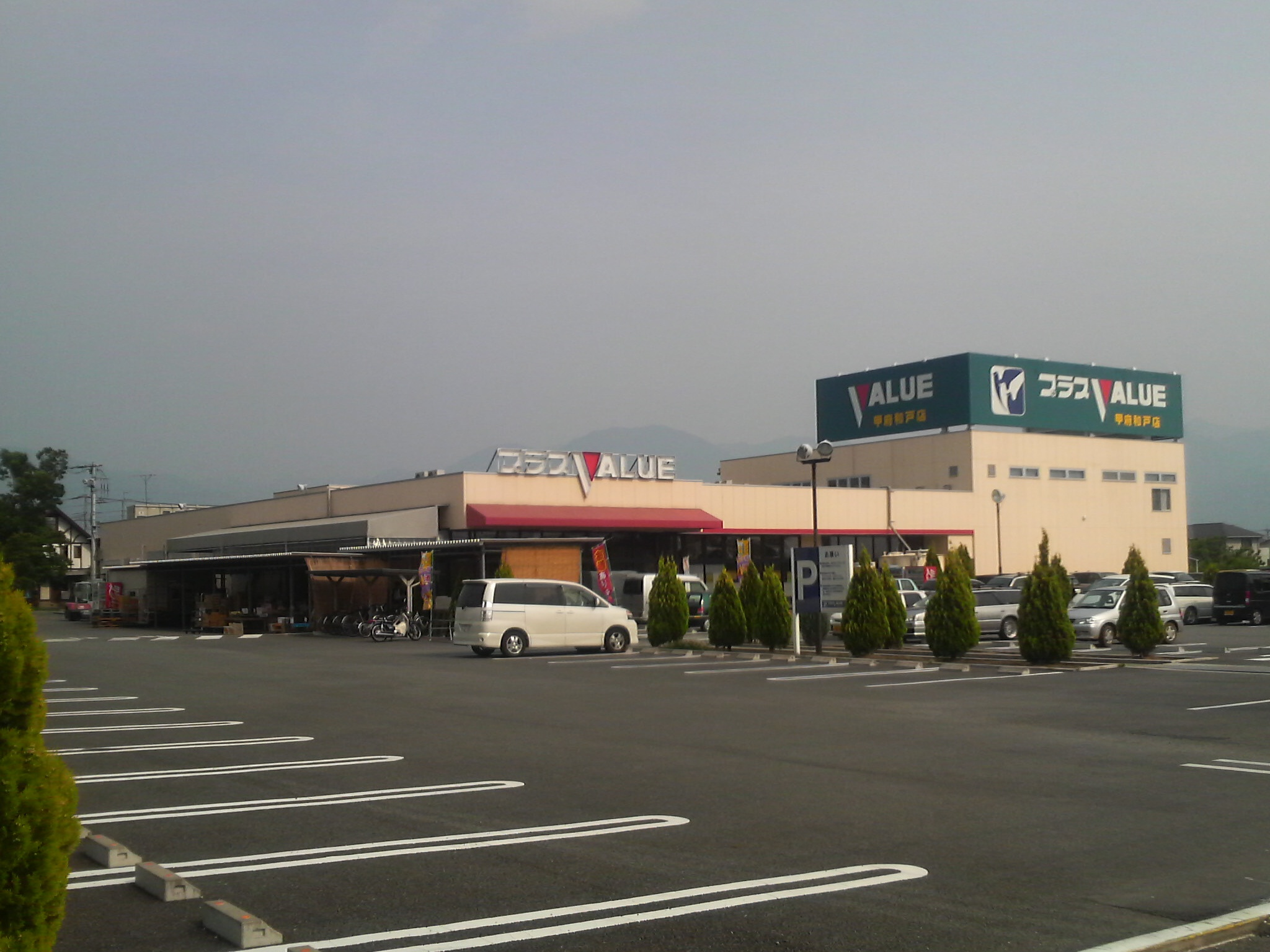
ビッグプラスバリュー甲府和戸店 2008年5月23日撮影